# جارد ميتشيل (لاعب كرة قاعدة)
جارد ميتشيل (بالإنجليزية: Jared Mitchell)‏ هو لاعب كرة قاعدة أمريكي، ولد في 13 أكتوبر 1988 في نيو أيبيريا في الولايات المتحدة.

## وصلات خارجية
- جاريد ميتشيل على موقعبيزبول رفرنس.كوم (الدوري الثانوي) (الإنجليزية)